# رينو بيغهورنز
رينو بيغهورنز هو فريق كرة سلة أمريكي أٌسس عام 2008. يلعب الفريق في دوري الرابطة الوطنية لفئة التطوير.